# Erdseil

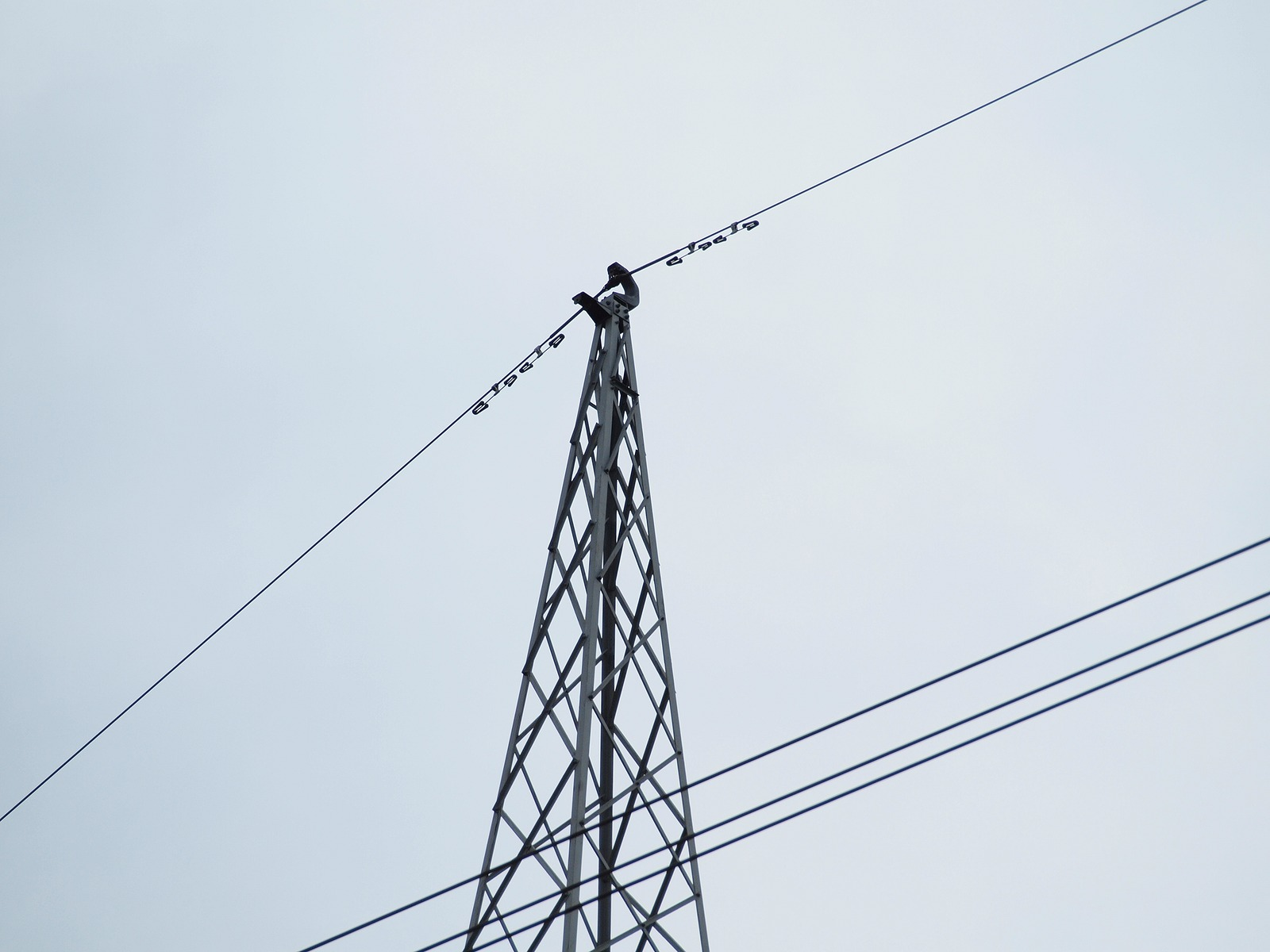
Erdseil an der Spitze eines Freileitungsmasten. Die seitlich aufgesetzten Teile sind Schwingungstilger.

Das Erdseil ist ein geerdetes, elektrisch leitfähiges Seil, das oberhalb von Hochspannungs-Freileitungen zum Schutz gegen direkte Blitzeinschläge gespannt wird.
Umgangssprachlich werden auch Potentialausgleichsleitungen zur Erdung von leitfähigen beweglichen Teilen (z. B. Schaltschranktüren) als Erdseil bezeichnet.

## Freileitungen
Aufgabe des Erdseiles ist es, einen direkten Blitzeinschlag in Leiterseile zu verhindern, indem es der Blitzentladung als Fangeinrichtung ein attraktiveres Ziel bietet.
Laut internationalen Statistiken sind etwa 65 % aller ungeplanten Abschaltungen von Freileitungen auf Blitzeinwirkung zurückzuführen. Die Verwendung von Erdseilen ist daher, zusammen mit der Erdung der Masten, eine wirtschaftlich sinnvolle Maßnahme, um die Abschaltungen auf ein hinnehmbares Maß zu begrenzen. Hochspannungsleitungen mit Betriebsspannungen über 50 kV sind fast immer mit einem Erdseil ausgestattet.

### Funktionsweise
Die Blitzschutzwirkung beruht – wie auch bei den meisten Blitzschutzfanganlagen an Gebäuden – primär darauf, dass sich bei atmosphärischen Aufladungen durch die hohe Randfeldstärke unmittelbar über dem Erdseil Koronaentladungen ausbilden. Diese Entladungen führen bevorzugt an Spitzen und Kanten zu einer teilweisen Ionisierung der umgebenden Luft durch Spitzenentladung, wodurch ein in Folge einsetzender Blitz mit höherer Wahrscheinlichkeit in das Erdseil als in die Leiterseile der Freileitung einschlägt. Erdseile werden deshalb zur Erhöhung der hier erwünschten Randfeldstärke bewusst nicht als Bündelleiter, sondern immer als einzelnes Seil mit möglichst geringem Radius ausgeführt.
Auch bei direktem Einschlag in einen Mast bietet das Erdseil Vorteile, da es einen Teil des Blitzstroms auf benachbarte Masten verteilt. Die Potentialanhebung durch den Erdungswiderstand von Mast und Erdboden fällt dadurch geringer aus, und es besteht eine geringere Wahrscheinlichkeit der Entstehung gefährlicher Schrittspannungen rund um den Mastfuß und rückwärtiger Überschläge vom Mast auf die Leiterseile.

### Anbringung

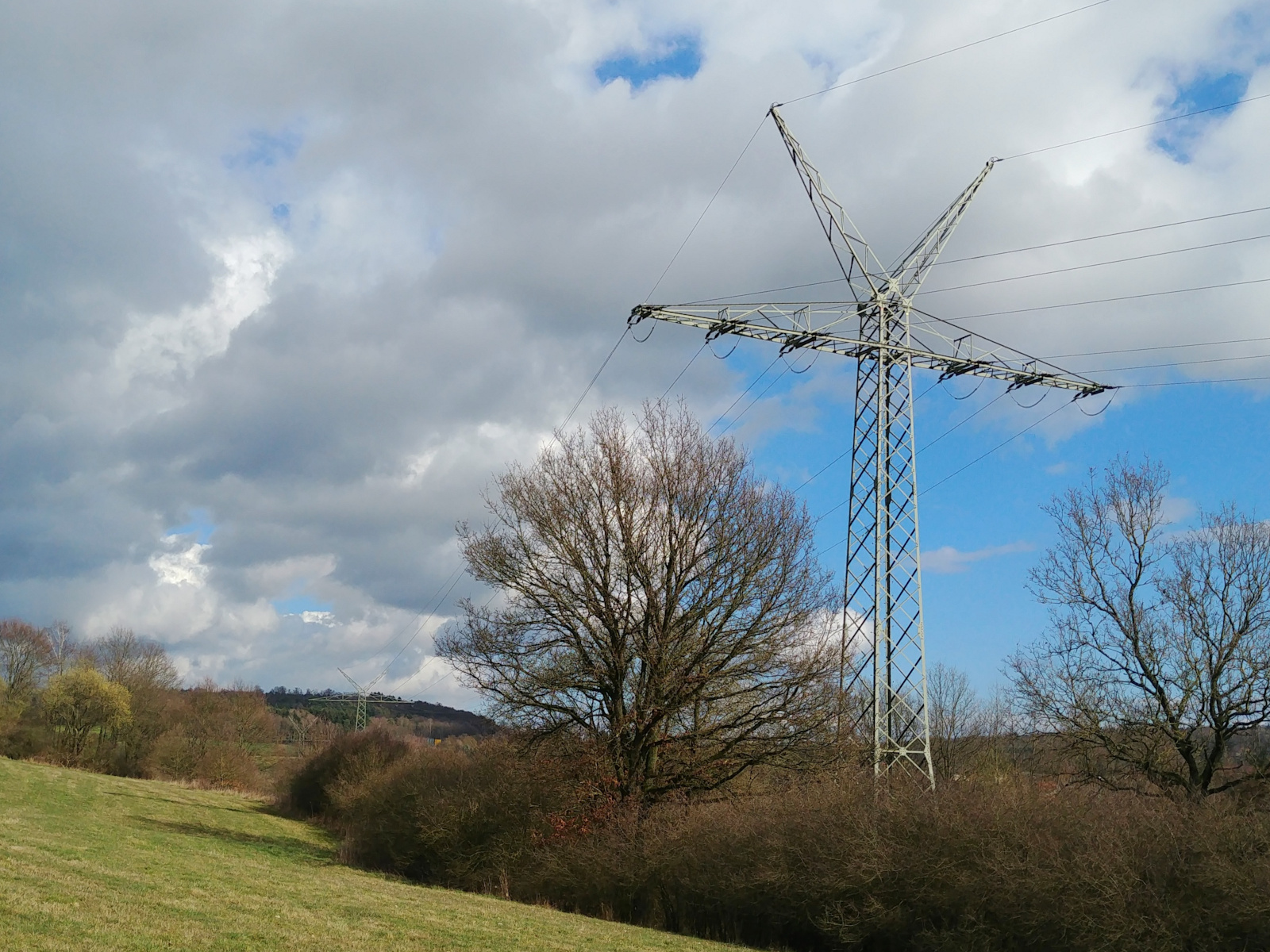
Zwei Erdseile auf Erdseilhörnern

Meist wird das Erdseil an den Mastspitzen befestigt, um eine möglichst hohe Position zu erreichen. Dabei wird es häufig nicht direkt am Mast verschraubt, sondern über einen kurzen Isolator montiert, der im Normalfall mit einem Seilstück überbrückt ist. Dadurch ist es möglich, den Erdübergangswiderstand zu beeinflussen.
Bei erhöhten Anforderungen an den Blitzschutz werden zwei parallele Erdseile statt eines einzelnen verlegt, um den geschützten Bereich zu verbreitern. Dafür wird entweder eine separate Erdseiltraverse eingesetzt, oder die Mastspitze gabelt sich V-förmig in zwei Erdseilhörner, was häufig auf Leitungen der Nordwestdeutschen Kraftwerke zu finden ist.
Viele 110- und einige 220-kV-Leitungen des ehemaligen Badenwerks tragen die Erdseile direkt außen an der obersten Traverse. Diese Art der Aufhängung ist auch in den Niederlanden sehr verbreitet.

### Sekundäre Funktionen
In Erdseilen ist häufig ein Glasfaserkabel zur Nachrichtenübermittlung integriert. Bei manchen Leitungen, die bis 1985 von der damaligen Energie-Versorgung Schwaben (heute EnBW) verlegt wurden, ist ein solches Fernsprechkabel girlandenförmig am Erdseil verlegt. Bei außenliegenden Glasfaserkabeln kann es allerdings bei direkten Blitzeinschlägen zu thermischen Schäden am Lichtwellenleiter kommen.
Wo Flugwarnkugeln erforderlich sind, um die Freileitung als Luftfahrthindernis zu kennzeichnen, werden sie meist am Erdseil angebracht.
Bei manchen HGÜ-Freileitungen dient das Erdseil auch als elektrische Verbindung des Stromrichters mit der Erdungselektrode. In diesem Fall muss das Erdseil isoliert am Mast befestigt werden und ist nur per Überspannungsableiter mit ihm verbunden, da sonst permanent Strom durch den Mast fließen und dort zu hoher elektrochemischer Korrosion führen würde.
Isolierte Erdseile findet man auch bei Höchstspannungsleitungen in der ehemaligen Sowjetunion, wo sie zur Übertragung von Trägerfrequenzsignalen genutzt werden.

### Rechnerische Auswirkungen
Bei der Bestimmung des K-Faktors sind die Erdseile mit einzubeziehen. Die Nullimpedanz einer Freileitung wird durch den Einsatz von Erdseilen deutlich verringert.

### Beispiele

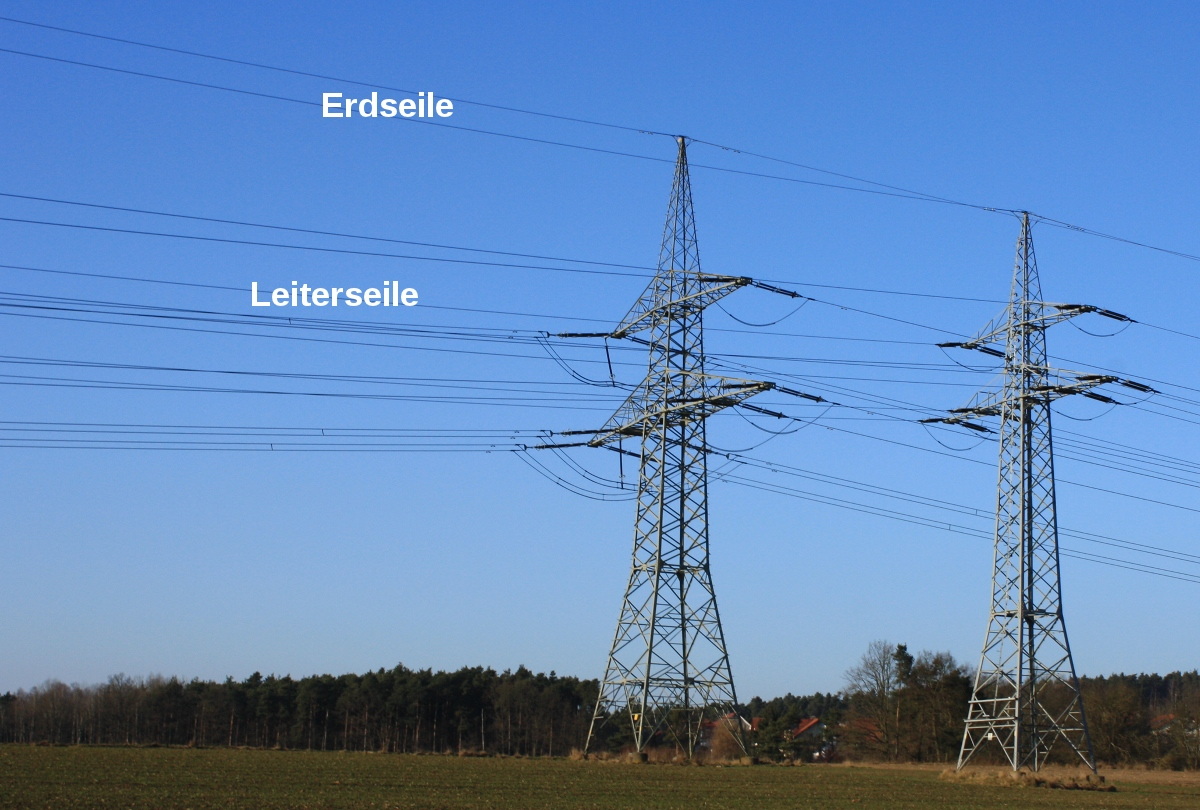
Leiterseile und Erdseile an zwei Freileitungen
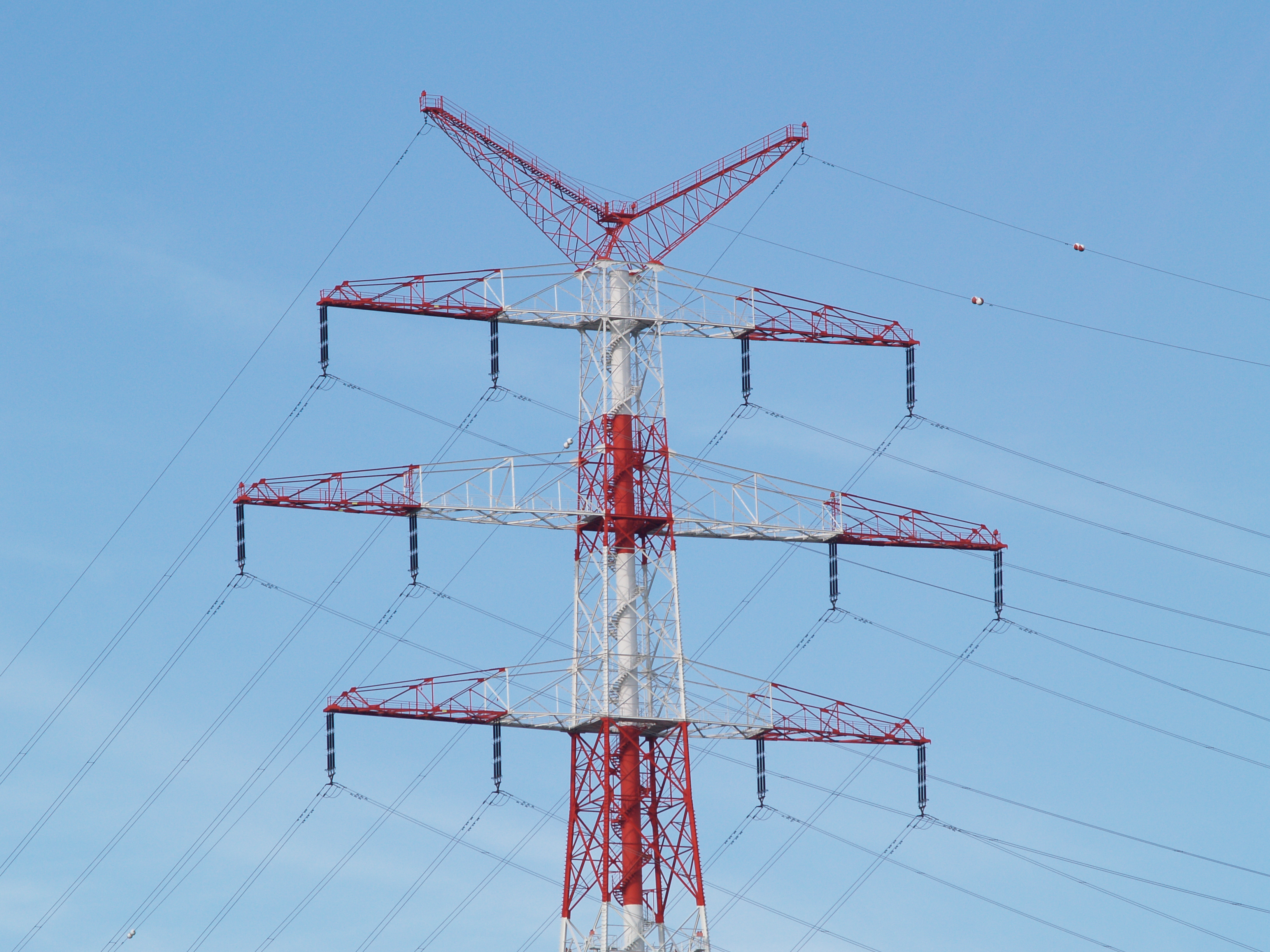
Die Masten der Elbekreuzung 2 tragen zwei Erdseile auf Erdseilhörnern
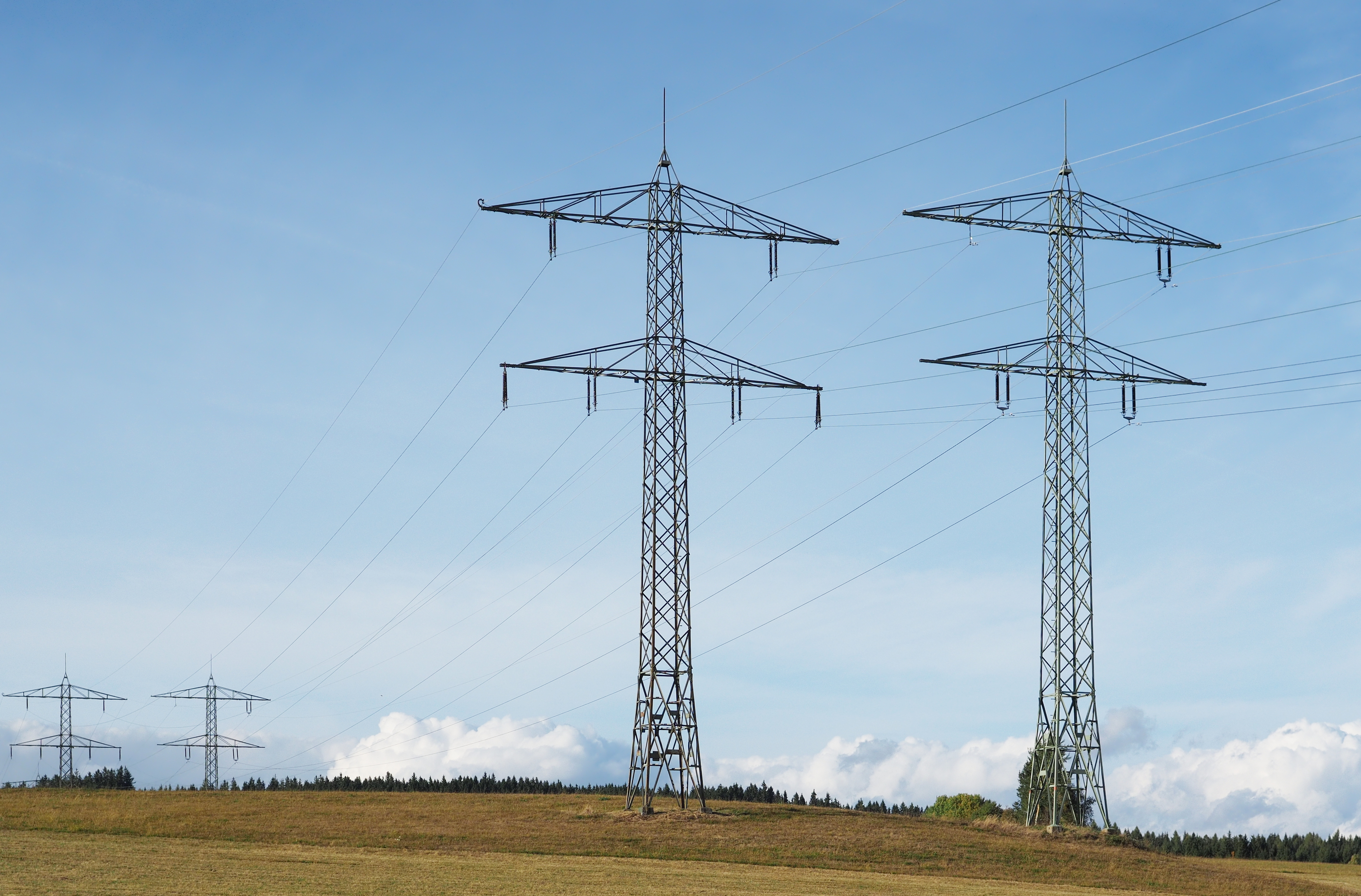
Leitung des Schluchseewerks mit Erdseilen auf den Enden der oberen Traverse
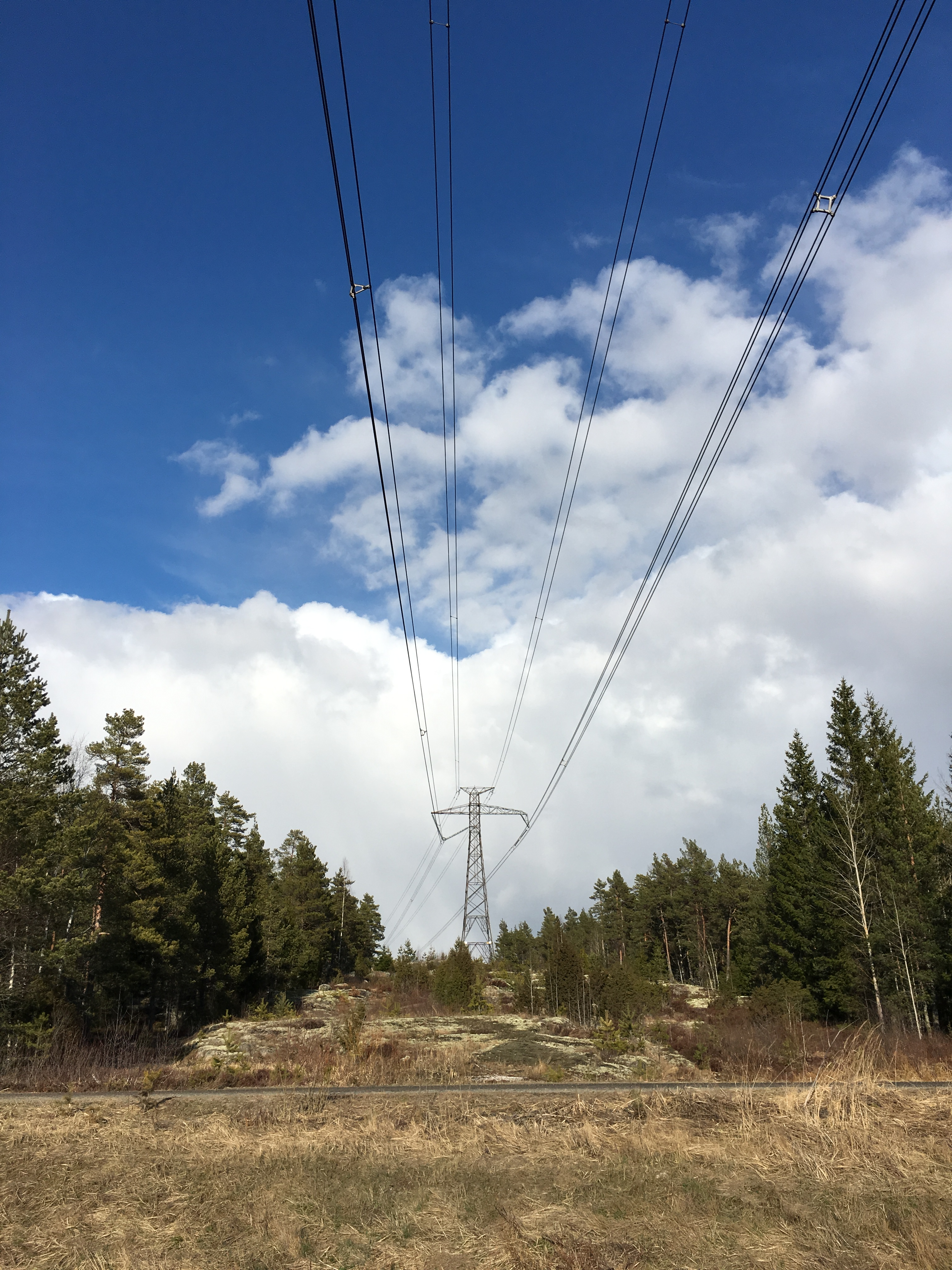
HGÜ Fenno-Skan mit isoliert aufgehängten Erdseilen
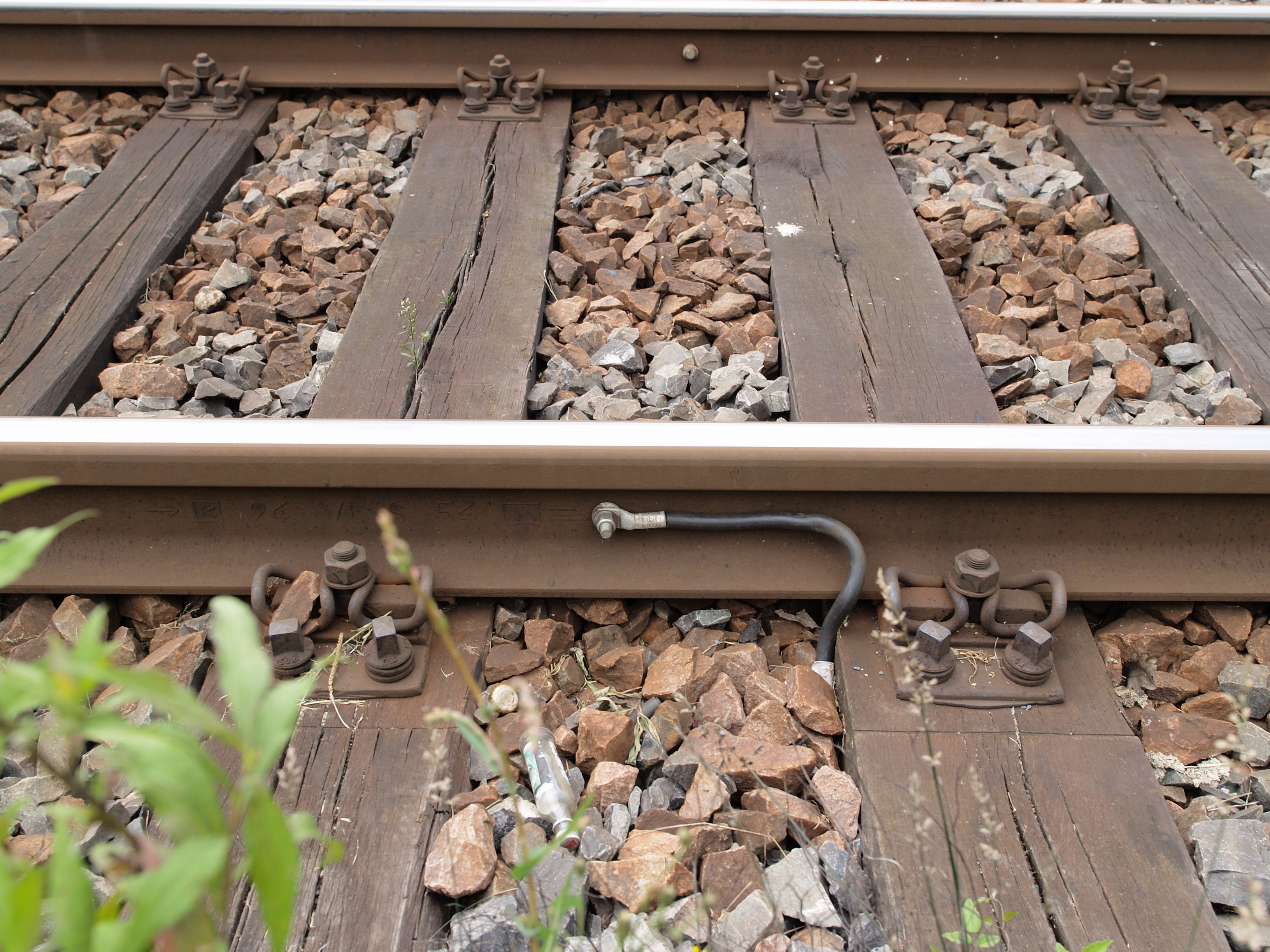
Erdungsseil der Bahnerdung an einem Gleis mit elektrischer Fahrleitung

## Bahn-Fahrleitungen
Im Eisenbahnwesen wird ein spezielles Bahn-Erdseil entlang der Strecke an der Außenseite der Oberleitungsmasten angebracht. Über das Erdseil wird jeder Oberleitungsmast mit seinen Nachbarn verbunden, und es ist in regelmäßigen Abständen mit Schienen und Erde verbunden. Ein solches Erdseil, auch Rückleiter genannt, verringert die Anteile des Rückstroms in Schiene und Erdreich. Dadurch verringern sich die elektromagnetischen Felder entlang der Strecke sowie die Impedanz der Oberleitung. Zusätzlich dient es als Sicherheitsvorkehrung für den Fall, dass (z. B. während Bau- oder Unterhaltsarbeiten) die Erdung eines Masten beschädigt wird.